# Multibus

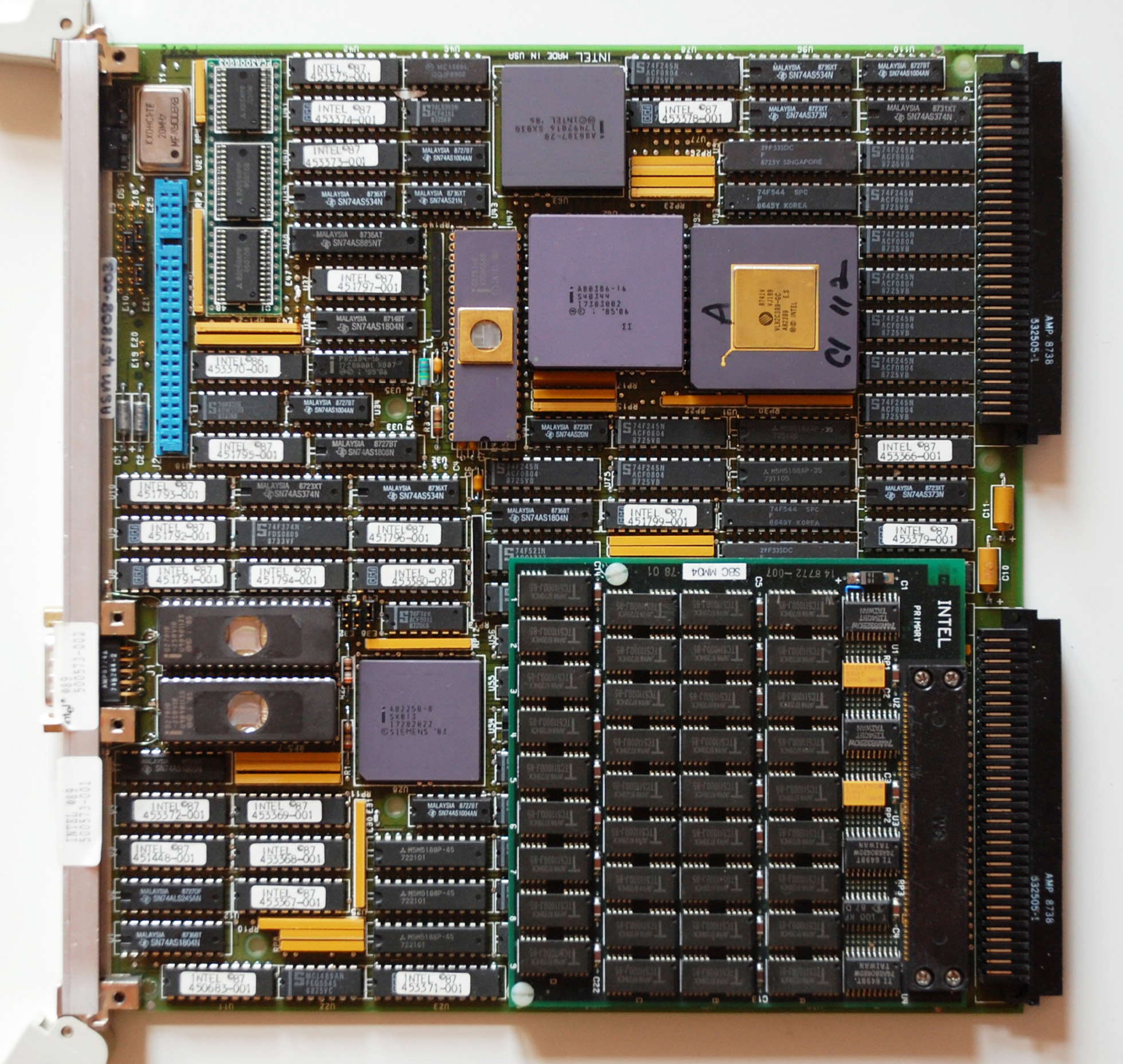
Intel iSBC 386/116 Multibus II Single Board Computer mit A82389 von VLSI als Multibus Controller

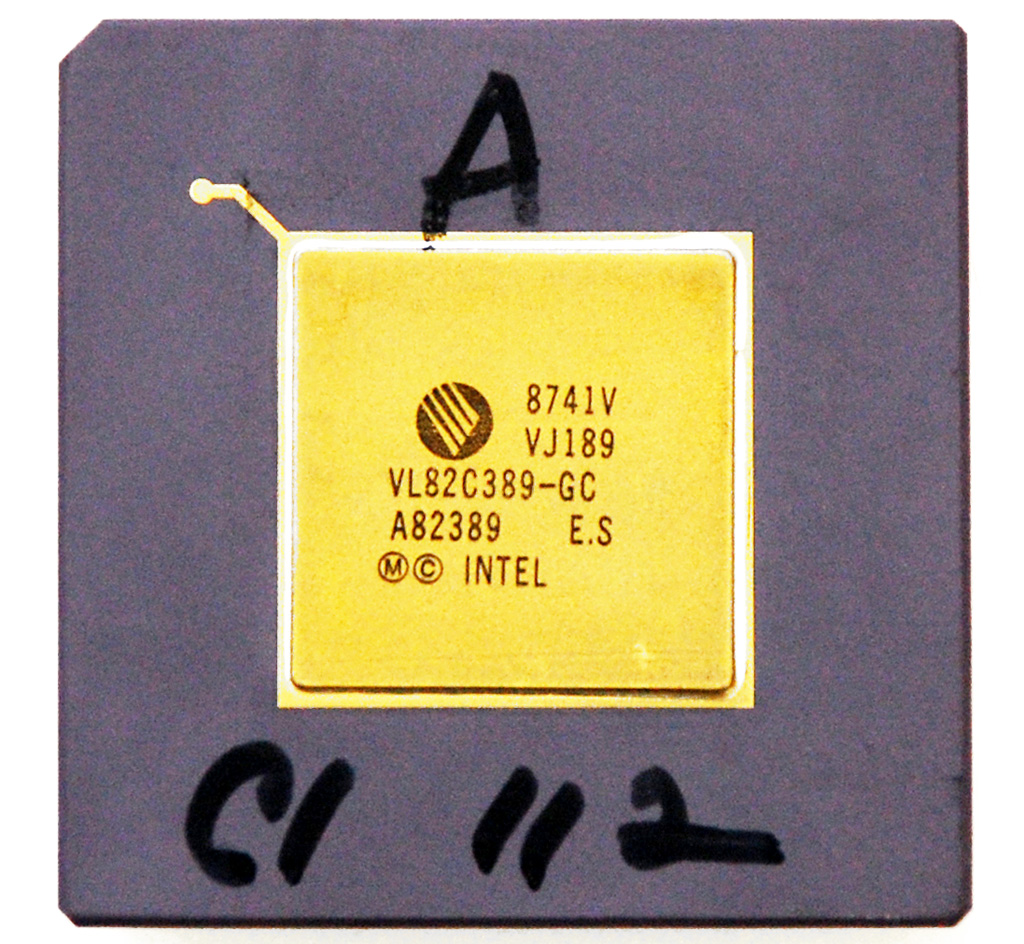
VLSI VL82C389-GC Multibus II Controller aus 1987

Multibus ist ein Bussystem für Industrierechnersysteme. Es wurde von Intel entwickelt und als IEEE-796-Bus standardisiert. Die Entwicklungen begannen Mitte der 1970er Jahre, seit Ende der 1990 wird dieses Bussystem nur noch selten verwendet.

## Bedeutung
Die Multibus-Spezifikation war wichtig, weil es ein robuster, gut durchdachter Industriestandard mit einer verhältnismäßig großen Bauform war, so dass auch komplexe Geräte realisiert werden konnten. Viele Firmen stellten Kartenkäfige und Gehäuse her. Andere produzierten CPU-, Speicher- und Peripherieboards. 1982 gab es über 100 Multibus-Board- und Systemhersteller. Sun Microsystems verwendete Multibus in den Arbeitsstationen Sun 1 und Sun 2 mit eigenem Prozessor, Speicher, SCSI und Grafikadapter und fügte 3Com Ethernet-Netzwerkadapter, Xylogics SMD-Controller oder Systech 16-port-Terminal-Schnittstellen für den Serverbetrieb hinzu. Andere Workstation-Anbieter, welche Multibus-basierte Lösungen anboten, waren HP/Apollo und Silicon Graphics IRIS.

## Architektur
Multibus ist ein asynchroner E/A-Bus, welcher Geräten verschiedene Übertragungsraten zuweist, während maximaler Durchsatz gewährleistet wird. Es gibt 20 Adressleitungen, so dass bis zu 1 MB Multibus-Speicher und 1 MB E/A-Orte adressiert werden können. Viele E/A-Geräte verwenden nur die ersten 64 kB des Adressraums.
Multibus unterstützt die Multi-Master-Funktionalität, welche es erlaubt den Bus mit mehreren Prozessoren und anderen DMA-Geräten zu teilen.
Die Standardbaugröße war eine 12 × 6,75 Zoll große Platine mit 2 Auswurfhebeln auf der Vorderseite. Die Platine hatte 2 Busse. Der breitere P1-Bus entsprach von der Pinbelegung der Multibus-Spezifikation. Ein zweiter schmaler P2-Bus war als eigener Bus definiert.

## Multibus-Standard
- Multibus System Bus – übernommen als IEEE 796
- iSBX (I/O Expansion Bus) – übernommen als IEEE P959
- iLBX (Execution Bus)
- Multichannel I/O Bus

## Versionen

### Multibus I
IEEE-796: Microcomputer System Bus (Intel 1974). Eingestellt.
- IEC 796-1:1990 Microprocessor system bus—8-bit and 16-bit data (MULTIBUS I) -- Part 1: Functional description with electrical and timing specifications
- IEC 796-2:1990 Microprocessor system bus—8-bit and 16-bit data (MULTIBUS I) -- Part 2: Mechanical and pin descriptions for the system bus configuration, with edge connectors (direct)
- IEC 796-3:1990 Microprocessor system BUS I, 8-bit and 16-bit data (MULTIBUS I) -- Part 3: Mechanical and pin descriptions for the Eurocard configuration with pin and socket (indirect) connectors

### Multibus II
IEEE-1296 32-bit/10 MHz bus, mit 40 MB/s. Kartengröße 3U × 220 mm und 6U × 220 mm. Die Karten sind größer als VME-Eurocard (3U/6U × 160 mm). Nutzt TTL-Gates für Treiber und Rückseitenverbinder nach DIN41612 Typ C. IEEE-STD-1296: High-performance synchronous 32-bit bus: MULTIBUS II, (1987, 1994). auch ISO/IEC 10861.
- ISO/IEC 10861-1994 - ISO/IEC Standard for Information Technology - Microprocessor Systems - High-Performance Synchronous 32-Bit Bus: Multibus II

## Nutzung
Multibus-II-Geräte unter Intels iRMX Betriebssystem werden verwendet in Systemen der Zentrallinie der London Underground geliefert von Westinghouse (heute Invensys). Die Oslo T-bane nutzt ein ähnliches aber einfacheres Westinghouse System.